# Alexander von Liezen-Mayer
Alexander von Liezen-Mayer (født 24. januar 1839 i Raab, død 19. februar 1898 i München) var en ungarsk maler.
Liezen-Mayer, der var elev af Piloty, har afvekslende virket i Stuttgart (direktør for kunstskolen 1880—83), München (professor), Wien og Budapest. Han var en fremtrædende repræsentant for det nu forældede, på kostumernes stofgengivelse sigtende historiemaleri: Karl af Durazzos kroning (1862), Maria Theresia ammer et fattigt barn, Den hellige Elisabeth (1883, galleriet i Budapest), det legemsstore Elisabeth underskriver Maria Stuarts dødsdom (1873, galleriet i Köln), hans koloristisk mest bravurmæssige arbejde, og Matthias Hunyadys udnævnelse til konge, hans sidste større værk (store guldmedalje i München 1897). Også mange dygtige portrætter findes af hans hånd, særlig fra Wiens fornemme verden. Hans illustrationskunst — de så ofte, også i udlandet, mangfoldiggjorte kartoner til Faust, endvidere Lied von der Glocke, tegninger til Shakespeare, Scheffel (Ekkehard) med mere — har måske allermest bidraget til hans anseelse.